# Ghatophryne rubigina
Ghatophryne rubigina es una especie de anfibios de la familia Bufonidae.
Es endémica de India, en los Ghats Occidentales.
Su hábitat natural incluye montanos secos y ríos.